# Моначильони
Моначильони (итал. Monacilioni) —  коммуна в Италии, располагается в регионе Молизе, в провинции Кампобассо.
Население составляет 680 человек (2008 г.), плотность населения составляет 25 чел./км². Занимает площадь 27 км². Почтовый индекс — 86040. Телефонный код — 0874.

## Демография
Динамика населения:

## Администрация коммуны
- Официальный сайт: